# Coniopteryx (Coniopteryx) goniocera
Coniopteryx (Coniopteryx) goniocera is een insect uit de familie van de dwerggaasvliegen (Coniopterygidae), die tot de orde netvleugeligen (Neuroptera) behoort. 
Coniopteryx (Coniopteryx) goniocera is voor het eerst wetenschappelijk beschreven door Martin Meinander in 1972.